# رنه تپان
رنه تپان (استونیایی: Renee Teppan؛ زادهٔ ۲۶ سپتامبر ۱۹۹۳) بازیکن والیبال اهل استونی است.
از باشگاه‌هایی که در آن بازی کرده‌است می‌توان به باشگاه والیبال ترنتینو اشاره کرد.